# Чамчян, Микаэл
Микаэ́л Чамчя́н (арм. Միքայել Չամչյան, 4 декабря 1738 — 30 ноября 1823) — армянский историк и языковед.

## Биография
Микаэл Чамчян родился в Стамбуле. С раннего детства он выказал незаурядные способности. В 23 года он приехал в Венецию и вступил в Конгрегацию мхитаристов. Вскоре после этого он в звании архимандрита (вардапета) отправился в качестве миссионера в Халеб, а затем в Басру. Вернувшись в 1774 г. в Венецию, Чамчян посвятил себя педагогической и научной деятельности. В 1796 г. Микаэл Чамчян был направлен Конгрегацией в Стамбул, где и оставался до конца жизни. Скончался он в 1825 г. Перу М. Чамчяна принадлежит много работ, в основном религиозного характера. Среди них выделяется его десятитомный труд, посвящённый толкованиям псалмов Давида. В 1779 г. был издан его учебник грамматики армянского языка.

## Труды
Особое место в его творчестве занимает трехтомное сочинение «История Армении с начала мироздания до года Господня 1784», которое доктор исторических наук С. Погосян назвал «шедевром литературной и научной деятельности Микаэла Чамчяна и армянской историографии XVIII века».
При написании своего труда М. Чамчян использовал не только греко-римские источники, но и многочисленные памятные записи — ишатакараны, имеющиеся в армянских средневековых рукописях.
Первый том сочинения охватывает период от возникновения армянского народа до падения династии Аршакидов. Отметим, что, по мнению М. Чамчяна, ни один народ не имеет о своем происхождении и раннем периоде своей истории таких достоверных сведений, как армяне.
Во втором томе освещается период господства сасанидского Ирана, арабского владычества и правления династии Багратидов. Большое место здесь уделяется восстановлению в Армении государственности.
Третий том посвящён истории Киликийского государства, а также положению армянского народа, страдавшего в XVI - XVII вв. от владычества Османской империи и Ирана.
В конце XVIII в. «История Армении» была издана в Венеции, в 80-х годах XX в. сочинение М. Чамчяна было издано Ереванским государственным университетом.